# Shiori Izawa
Shiori Izawa (井澤 詩織, Izawa Shiori), née le 1er février 1987 dans la préfecture de Saitama, est une seiyū. Elle est affiliée à la société Early Wing.

## Filmographie

### Séries télévisées d'animation
- Jigoku shōjo: Mitsuganae (2008-2009), Tsubaki
- Durarara!! (2010), Shiri
- Princess Jellyfish (2010), Gocchan
- Maji de watashi ni koi shinasai! (en) (2011), Saki Mimori
- Bloody Bunny (2012), Bloody Bunny
- Fairy Tail (2012), Mary Hughes
- Girls und Panzer (2012), Moyoko Gotō, Nozomi Konparu, Midoriko Sono
- Inu X Boku Secret Service (2012), Murai
- La storia della Arcana Famiglia (en) (2012), Donatella, Fukurota
- Kono naka ni hitori, imōto ga iru! (en) (2012), Shogo Mikadono (jeune)
- Sword Art Online (2012), Argo, Pina
- Tsuritama (2012), Emi Itō, Yumi Itō
- Day Break Illusion (en) (2013), Schrödinger
- Karneval (2013), Rissun
- Log Horizon (2013-2014), Kawara
- Silver Spoon (2013), Mayumi Yoshino[2]
- Sword Art Online: Extra Edition (2013), Pina
- Watamote (2013), Alice
- Hero Bank (en) (2014), Mashiro Kyōshī
- Hi☆sCoool! Seha Girls (en) (2014), Mega Drive
- Hōzuki no reitetsu (2014), Yashajirō
- Locodol (en) (2014), Shōko Noda
- Oreca Battle (en) (2014), Poochy Dragon, Red Dragon, Scarlet Dragon
- Noragami (2014), Moyu
- Sabagebu! (2014), La vice-présidente du bureau des élèves
- Samurai Flamenco (2014), la Nièce de Hekiru
- Sword Art Online II (2014), Pina
- Witchcraft Works (2014), Tanpopo Kuraishi[3]
- Log Horizon 2 (2014-2015), Kawara
- Shirobako (2014-2015), Ai Kunogi
- Durarara!!×2 Shō (2015), Kiyomin
- Gangsta. (2015), Sig
- Go! Princess PreCure (2015), Stop
- Senki zesshō Symphogear GX (2015), Micha Jawkan[4] (éps. 1 - 8)
- Tantei kageki Milky Holmes TD (2015), Decrescendo
- The Asterisk War (2015), Saya Sasamiya[5]
- Tribe Cool Crew (en) (2015), Moe
- Durarara!!×2 Ketsu (2016), Kiyomin
- The Asterisk War (2de saison) (2016), Saya Sasamiya
- Undefeated Bahamut Chronicle (en) (2016), Tillfur Lilmit
- Taboo Tattoo (2016), Iltutmish
- Digimon Appmon (2016), Mienumon
- Shakunetsu no takkyū musume (en) (2016), Kururi Futamaru
- Kuzu no honkai (2017), Noriko Kamomebata
- Seiren (en) (2017), Miu Hiyama
- Magical Circle Guru Guru (ja) (2017), Kebesubesu (éps. 6, 15)
- Made in Abyss (2017), Nanachi (éps. 10 - 13)
- citrus (2018), Matsuri Mizusawa
- Nanatsu no Bitoku (en) (2018), Sandalphon[6]
- Planet With (en) (2018), Ginko Kuroi
- GeGeGe no Kitarō (6e série) (2018) Camilla (éps. 28, 30)
- Uchi no Maid ga uzasugiru! (en) (2018), Yui Morikawa
- Girly Air Force (en) (2019), Phantom
- Ueno-san wa bukiyō (2019), Tamon

### Jeux vidéo
- Caladrius (2013), Maria Therese Bloomfield
- Code of Joker (2013), Saya Kyōgokuin
- Caladrius Blaze (2014), Maria Therese Bloomfield
- Grimoire: Watashi-tachi Grimoire mahō gakuen (2014), Rina Yonamine
- Tokyo 7th Sisters (2014), Momoka Serizawa
- Idol Incidents (2015), Monika Chibana
- Senran Kagura Estival Versus: Shōjo-tachi no sentaku (2015), Kafuru
- Chō jtigen taisen Neptune VS Sega Hard Girls yume no gattai Special (2015), Mega Drive
- Icchibanketsu Online (2016), Princesse Iwanaga
- The Asterisk War: Festa hōka kenran (2016), Saya Sasamiya
- Traumaster Infinity (2016), Rin Ikenobo
- Trickster: Shōkansamurai ni naritai (2016), Nanna
- X-world (2016), Minerva
- Onmyōji (2017), Yōtō-hime
- Fate/Grand Order (2017), Assassin/Wu Zetian
- Honkai Impact 3 (2017), Higokumaru
- Ragnarok M: Eternal Guardians of Love (2018), Ariel
- Fire Emblem Heroes (2019), Larum et Farina
- Genshin Impact (2020), Diona

### Films
- Pop in Q (2016), Aoi Hioka[7]

### Doublage
- Ocean's 8, Veronica (Nathanya Alexandre)[8]